# Ulica Grunwaldzka w Sopocie

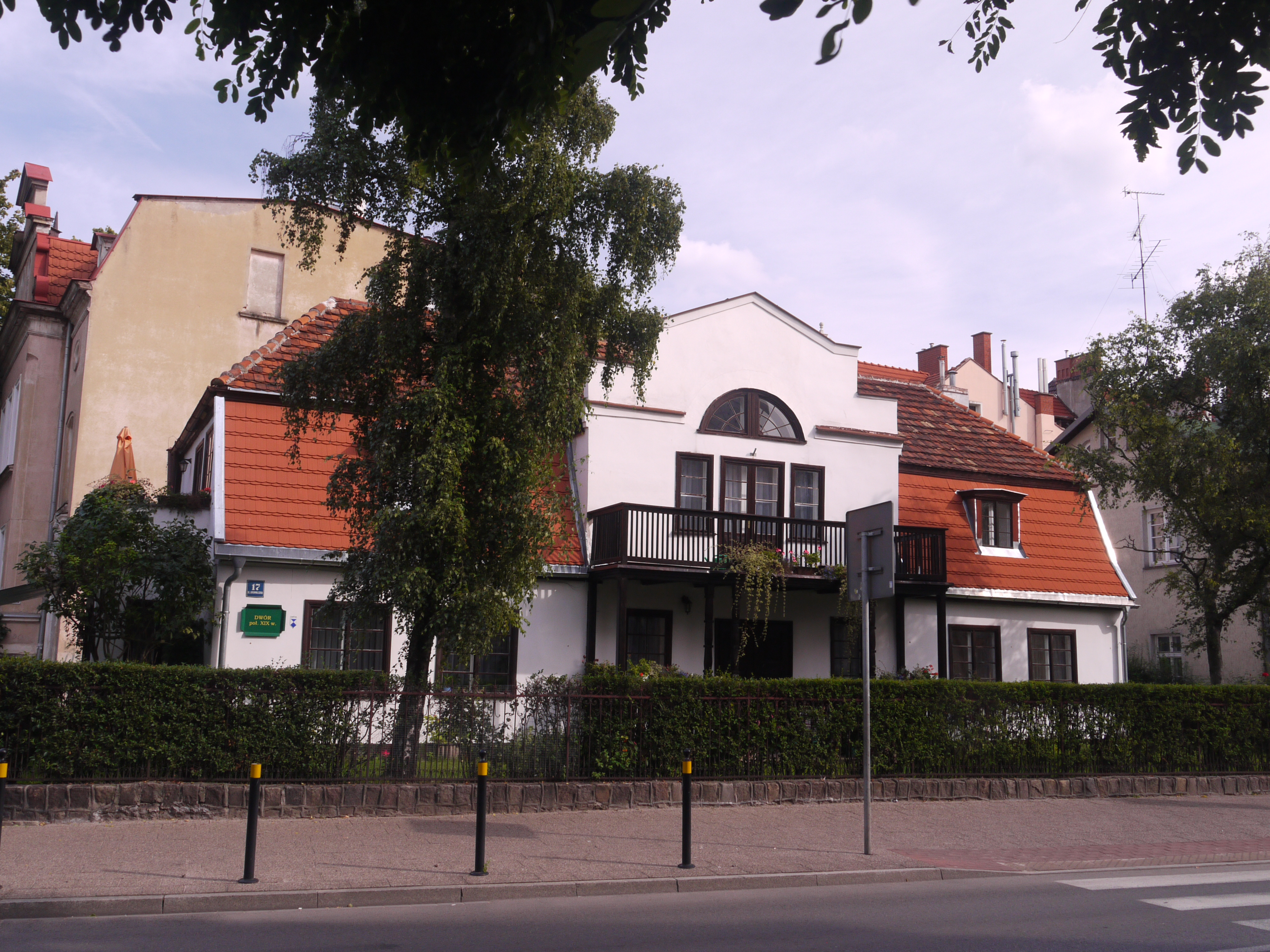
Dwór z poł. XIX w., ul. Grunwaldzka 17

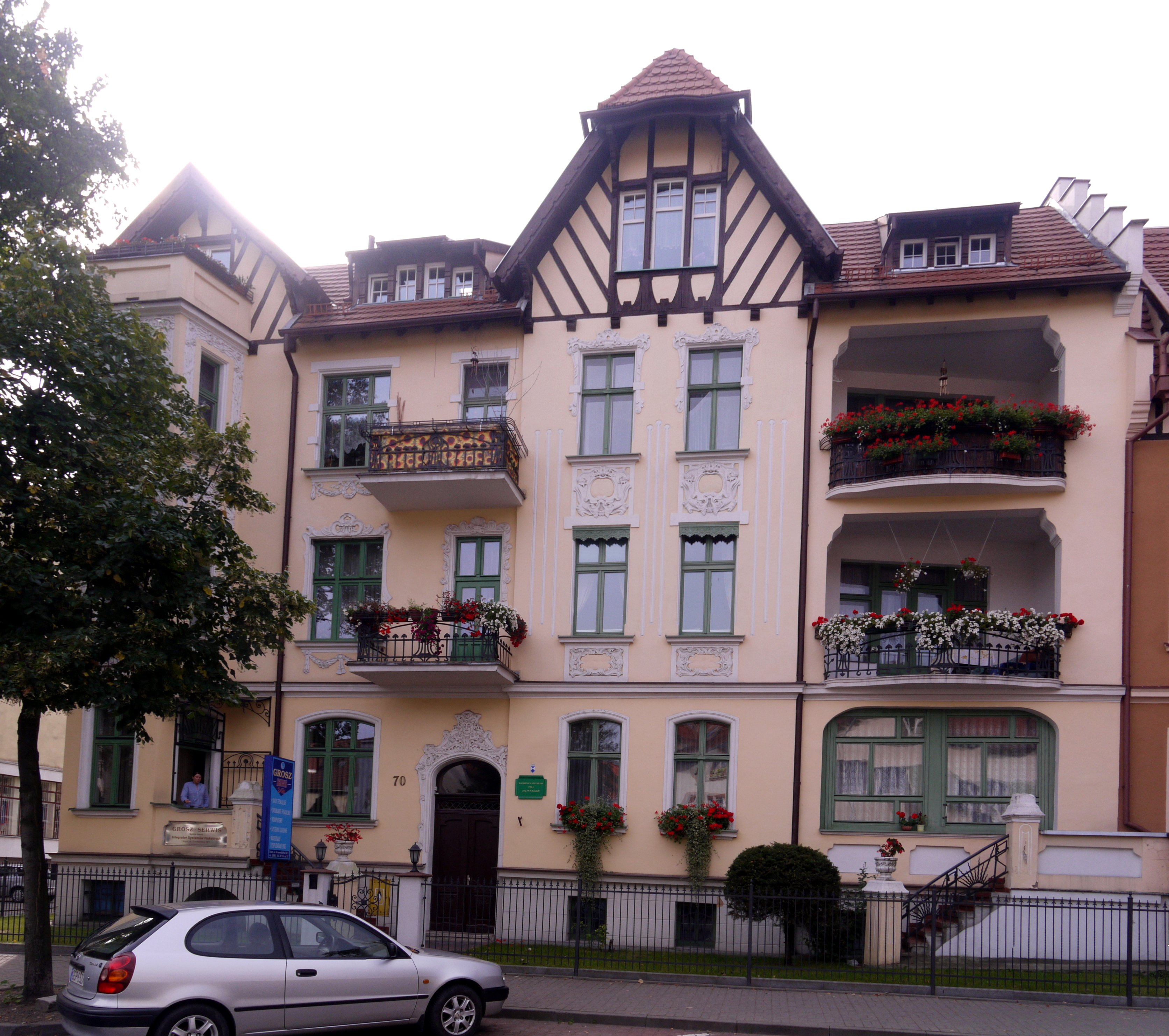
Kamienica z 1906, ul. Grunwaldzka 70

Ulica Grunwaldzka (do 1945 Südstrasse) – ulica o długości 960 m w centrum Sopotu, pomiędzy Placem Zdrojowym i ul. Na Wydmach, mająca przebieg południkowy.

## Przebieg ulicy
Ukształtowana w XVIII w. jako droga gruntowa, łącząca ówczesną osadę rybacką z Karlikowem. W 1824 otrzymała urzędową nazwę Südstrasse (ul. Południowa) i nosiła tę nazwę do 1945. Zabudowana po obu stronach głównie budynkami mieszkalnymi, wybudowanymi pomiędzy 1830 a końcem XIX w. 

## Zabytki
- Pomorskie Centrum Reumatologiczne (nr 1-3, 5), b. Willa Bottcher, Pensjonat Bielefeldt, Park-Hotel, Wojewódzki Zespół Reumatologiczny
- Werminghoff Hotel (nr 2), róg ul. Bohaterów Monte Cassino 60, obecnie nieistniejący
- Kamienica z 1911 (nr 4-6)
- Pensjonat „Dom Polski” z 1890 (nr 11), zachowany szczątkowo
- Hotel Reichsadler (nr 12-16), obecnie nieistniejący
- Dwór z poł. XIX w. (nr 17)
- Kamienica z pocz. XX w. (nr 23)
- Dworek Bronstaedta (nr 25)
- Kamienica z pocz. XX w. (nr 31)
- Budynek mieszkalny wybudowany po 1920 (nr 33)
- Kamienica Rybaka Zegke z pocz. XX w. (nr 50)
- Kamienica Idy Stelter z ok. 1905 (nr 68)
- Kamienica z 1906 (nr 70)